# Celia Burleigh
Celia Burleigh (Cazenovia (New York), 18 settembre 1826 – Syracuse, 25 luglio 1875) è stata una scrittrice, attivista e religiosa statunitense, attivista e figura di spicco nei movimenti per i diritti delle donne.

## Biografia

### Primi anni
Figlia adottiva di Henry e Sara Tibbitts, ricevette la sua prima formazione scolastica in una piccolissima scuola elementare a molte miglia dalla casa dei genitori. A sedici anni divenne insegnante presso il locale seminario di Cazenovia. Nel 1844 sposò C. B. Kellum, originario di Albany, e si trasferì a Cincinnati.

### Carriera
Nel 1849 divenne editore del giornale The Great West per il quale lavorò per circa un anno. Nel 1850 divorziò dal marito, e si spostò a New York City. Dopo il divorzio intrecciò una relazione sentimentale con il giornalista e pubblicista Charles Chauncey Burr, che sposò nel 1851.

Iniziò a collaborare con diverse testate con lo pseudonimo di Celia Burr. e collaborò come paroliera scrivendo i testi di diverse canzoni in collaborazione con numerosi musicisti dell'epoca. A partire dal 1855 iniziò a collaborare con la rivista metodista The Christian Register ed iniziò a fare diverse conferenze sui diritto delle donne.

Nel 1862 accettò l'incarico di segretaria personale Emma Willard, allora settantacinquenne. Nel 1864 allacciò una relazione sentimentale con l'attivista sociale William Henry Burleigh, capitano del porto di New York City. Dopo essersi conosciuti a Syracuse nel 1850 i due si sposarono il 7 settembre 1865; entrambi strinsero una forte amicizia con il ministro unitariano e scrittore John White Chadwick. Successivamente i Burleigh si separarono continuando entrambi a vivere a Brooklyn.

A partire dal 1868 la Burleigh intraprese in via definitiva la carriera giornalistica e divenne una delle fondatrici del club attivista per i diritti delle donne Sorosis, per il quale divenne una delle principali found-raiser e portavoce. L'associazione fu istituita come forma di protesta contro l'esclusione delle donne dai club della stampa composti unicamente da uomini. L'organizzazione era composta da dodici fondatrici il cui scopo era creare una maggiore collaborazione tra giornalisti donna e artisti donna. Collaborò a fondare l'organizzazione Brooklyn Women's Club nel 1869 diventandone il primo presidente. Agli inizi del decennio 1870 operò come Segretario della American Equal Rights Association.

Nel luglio 1871 venne invitata a parlare nella chiesa unitariana di Brooklyn (Connecticut) e in breve tempo manifestò un serio interesse a diventare ministro del culto. Fu così che la Burleigh divenne la prima donna ad essere ordinata pastore degli Unitariani universalisti, e divenne ministro il 5 ottobre 1871. Tra coloro che officiarono l'ordinazione ci furono Julia Ward Howe e John White Chadwick. Nel 1873 diede le dimissioni dal ministero a causa delle sue cattive condizioni di salute causate da un cancro al seno. Alla sua morte venne seppellita nel "South Cemetery" di Syracuse.